# Violette des chiens
Viola canina
Espèce
Classification phylogénétique
La Violette des chiens (Viola canina) est une  espèce de plantes à fleurs de la famille des Violacées originaire d'Eurasie.

## Description
C'est une plante herbacée vivace basse, sans rosette de feuilles basales, aux feuilles ovales triangulaires à base plutôt cordiforme, aux stipules lancéolés aux extrémités dentées, aux fleurs sans parfum, bleues ou violettes à éperon blanchâtre ou jaune verdâtre.

## Caractéristiques
- Organes reproducteurs :
  - Type d'inflorescence : fleur solitaire latérale
  - Répartition des sexes : hermaphrodite
  - Type de pollinisation : entomogame, autogame
  - Période de floraison : avril à juin
- Graine :
  - Type de fruit : capsule
  - Mode de dissémination : myrmécochore
- Habitat et répartition :
  - Habitat type : voir les sous-espèces
  - Aire de répartition : eurasiatique

Données d'après: Julve, Ph., 1998 ff. - Baseflor. Index botanique, écologique et chorologique de la flore de France. Version : 23 avril 2004. 

## Sous-espèces et variétés
- Viola canina L. subsp. canina: des pelouses acidoclines médioeuropéennes, planitiaires-collinéennes, psychroatlantiques
  - Viola canina L. subsp. canina var. dunensis: des pelouses sabulicoles maritimes, psychroatlantiques
- Viola canina L. subsp. ruppii (All.) Schübler & G.Martens: des prés tourbeux médioeuropéens, acidophiles, psychroatlantiques
- Viola canina L. subsp. schultzii (Billot) Döll: des pelouses acidophiles médioeuropéennes, planitiaires-montagnardes, mésohygrophiles (espèce présente dans la réserve naturelle régionale de Rothmoos).

## Statut de protection
En France, l'espèce figure sur le liste des plantes protégées en Lorraine, sur celle d'Alsace, sur celle du Nord-Pas-de-Calais (également sur la liste rouge) et sur celle de Picardie.